# James Moser
James Moser (* 11. März 1852 in Berlin; † 23. September 1908 in Wien) war ein deutsch-österreichischer Physiker.

## Leben und Wirken
James Moser belegte ein Studium in Berlin, das er 1876 mit dem Dr. phil. abschloss. 1884 habilitierte er sich für Physik, einschließlich Physikalische Chemie, an der Universität Wien. In den Jahren 1884 bis 1891 fungierte Moser als Assistent von Johann Josef Loschmidt und vertrat ihn in den pharmazeutischen Vorlesungen.
James Moser wiederholte in Wien die grundlegenden Experimente von Heinrich Hertz zu elektromagnetischen Wellen. Als Vortragender war er im universitären Bereich – etwa von Physikvorlesungen für Mediziner und Philosophen – ebenso beliebt wie in populärwissenschaftlichen Kreisen. Seit 1879 gehörte er der Deutschen Akademie der Naturforscher Leopoldina in Halle (Saale) an.

## Schriften
- Über die Torricellische Lehre. In: Annalen der Physik und Chemie. 1877
- Die Spectren der chemischen Verbindungen. In: Annalen der Physik und Chemie. 1877
- Elektrostatische Untersuchungen, insbesondere über die Verzweigung der Induction beim Differential-Inductometer und Elektrophor. In: Sitzungsberichte der Kaiserlichen Akademie der Wissenschaften. Mathematisch-Naturwissenschaftliche Klasse. Band 83, Abteilung 2, 1881.
- Elektrische und thermische Eigenschaften von Salzlösungen. In: Sitzungsberichte der Kaiserlichen Akademie der Wissenschaften. Mathematisch-Naturwissenschaftliche Klasse. Band 92, Abteilung 2, 1886.
- Elektrische Schwingungen in luftverdünnten Räumen ohne Elektroden. In: Sitzungsberichte der Kaiserlichen Akademie der Wissenschaften. Mathematisch-Naturwissenschaftliche Klasse. Band 99, Abteilung 2a, 1891.
- Wie ist positive Elektrizität mit negativem Potential und negative Elektrizität mit positivem Potential leicht dar- und vorzustellen? In: Festschrift Ludwig Boltzmann gewidmet zum 60. Geburtstage. 1904.